# Dua Libro

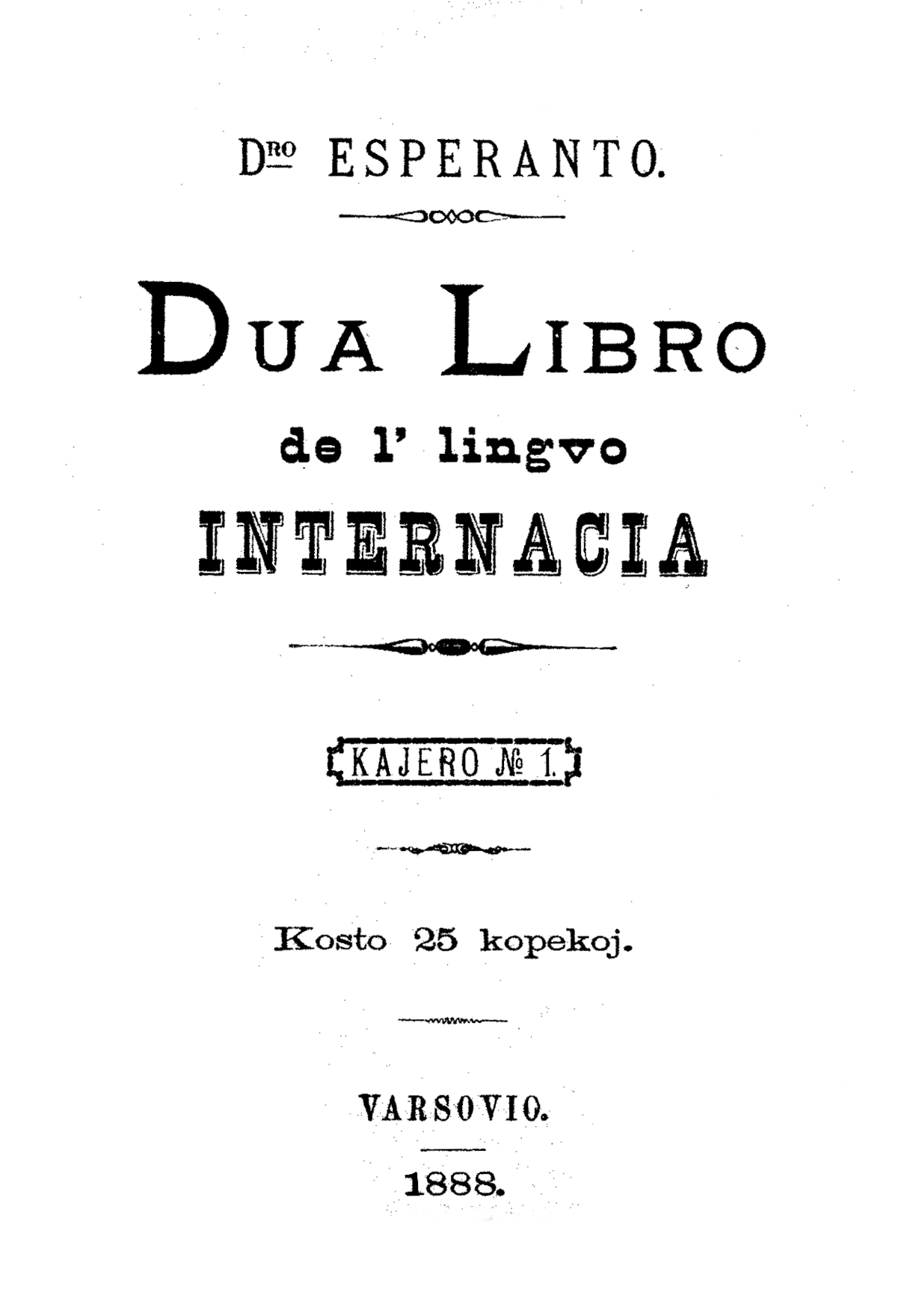
Portada del Libro "Dua Libro de l'lingvo internacia" de Ludwik Zamenhof

El Dua Libro de l' Lingvo Internacia (Segundo libro del idioma internacional) fue la segunda publicación para describir el idioma internacional Esperanto (entonces llamado Lingvo Internacia, "idioma internacional"), y el primer libro en aparecer completamente en esperanto . Fue publicado en esperanto en Varsovia en 1888 por el Dr. L. L. Zamenhof, poco después de la publicación de su Unua Libro.
El Dua Libro estaba destinado a ser publicado en cinco o seis volúmenes en 1888, con un volumen publicado cada dos meses aproximadamente. La intención de Zamenhof con los libros era ofrecer algunos ejemplos de material de lectura en esperanto, y responder a las preguntas sobre el idioma. Durante 1888 se considerarían las sugerencias de cambios al Esperanto, de manera que se fijaría en su forma definitiva en el momento de la publicación del último volumen al final del año.
Después de la publicación del Dua Libro, Zamenhof decidió que no había necesidad de crear los otros volúmenes previstos, en cambio, publicó el Aldono a la Dua Libro de la Internacia Lingvo (Suplemento del Libro Segundo del idioma internacional). El único cambio que hizo en el idioma durante 1888 fue de cambiar la ortografía del "tiempo correlativo"  (si, entonces, en algún momento, siempre, nunca) a sus formas modernas.
El Dua Libro se compone de un prólogo, dos secciones de comentarios sobre el proyecto de Esperanto, y 20 secciones de la muestra de textos en Esperanto. Los textos de la muestra incluyen colecciones modelos de frases, una traducción de la historia de Hans Christian Andersen, La Sombra, algunos dichos populares, y dos poemas.